# Silvermossa
Silvermossa (Bryum argenteum) är en bladmossart som beskrevs av Hedwig 1801. Silvermossa ingår i släktet bryummossor, och familjen Bryaceae. Arten är reproducerande i Sverige. Inga underarter finns listade i Catalogue of Life.

## Bildgalleri

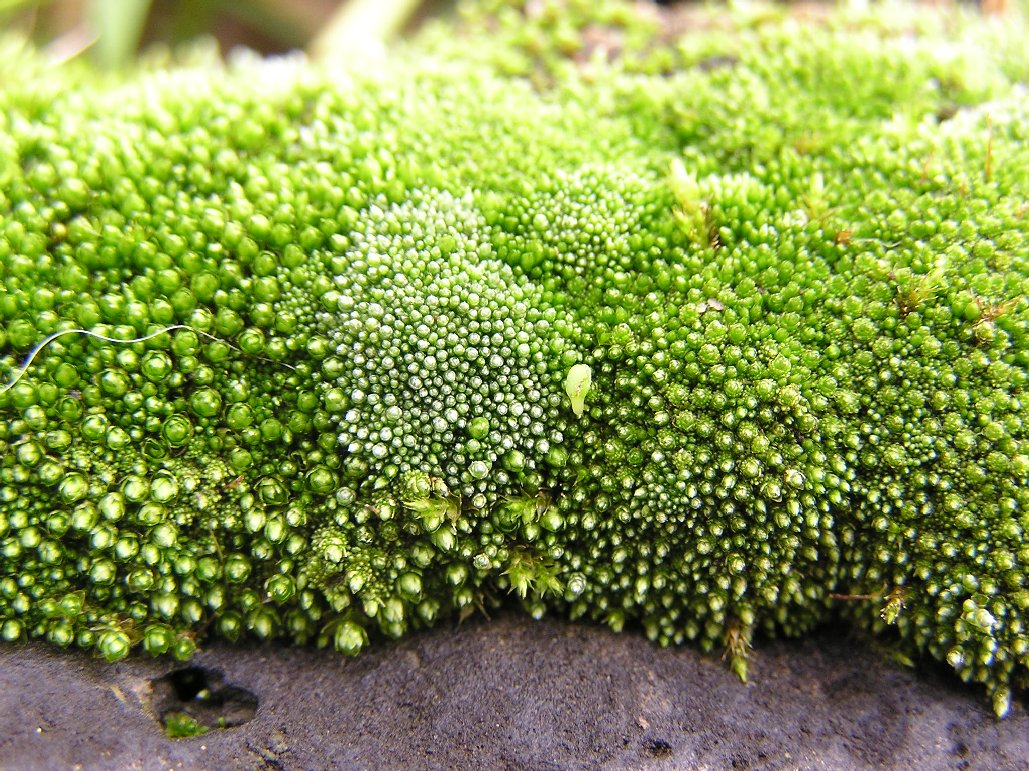
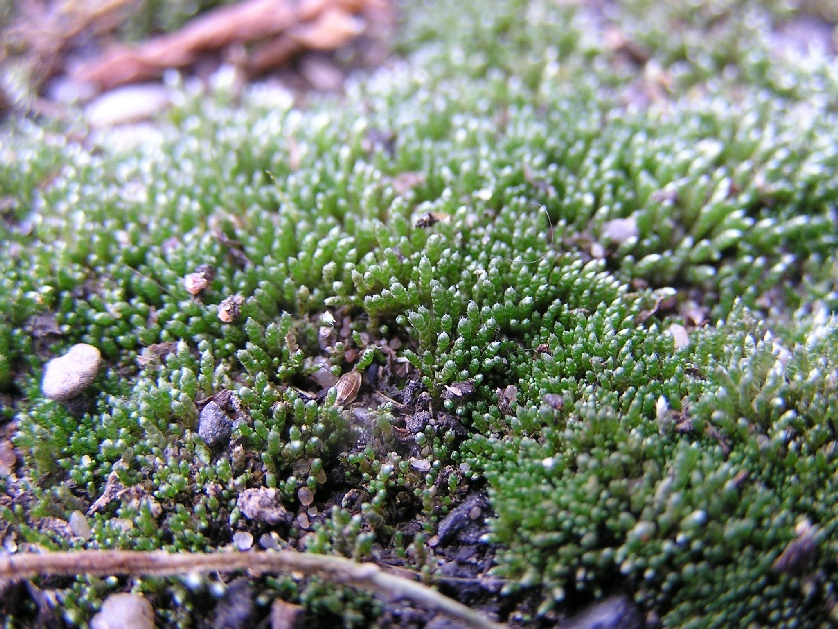
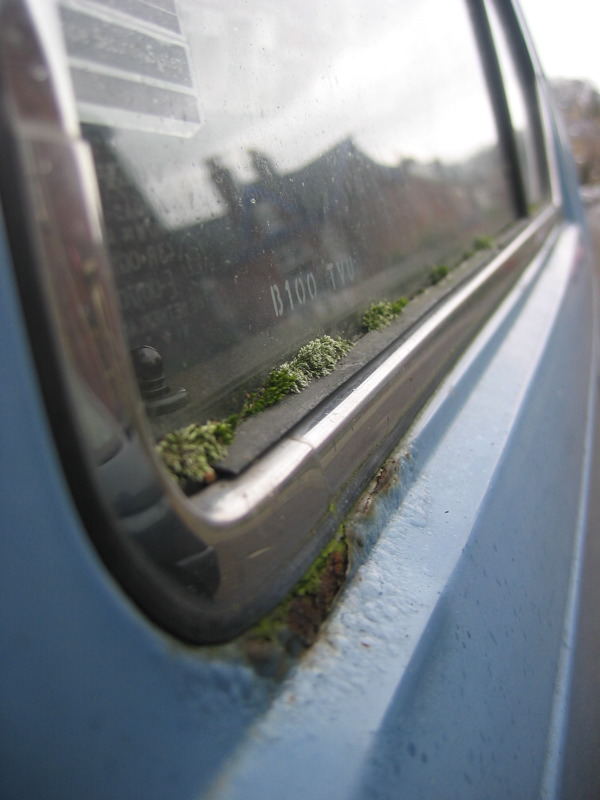
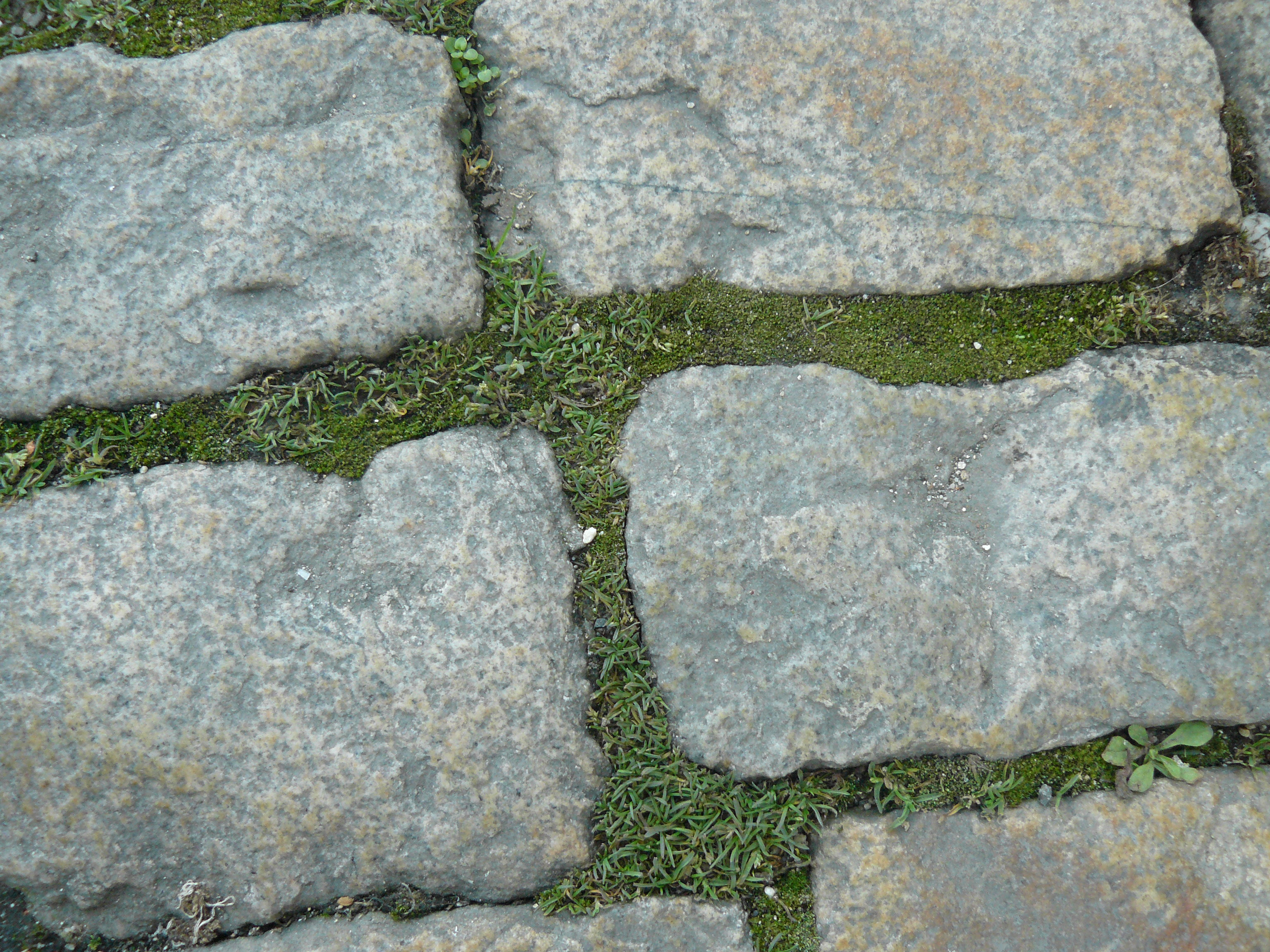
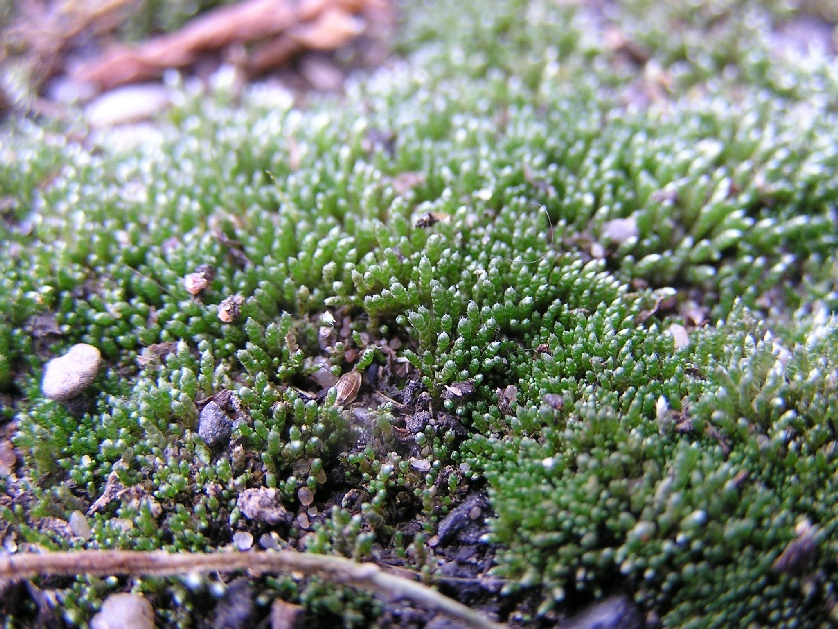
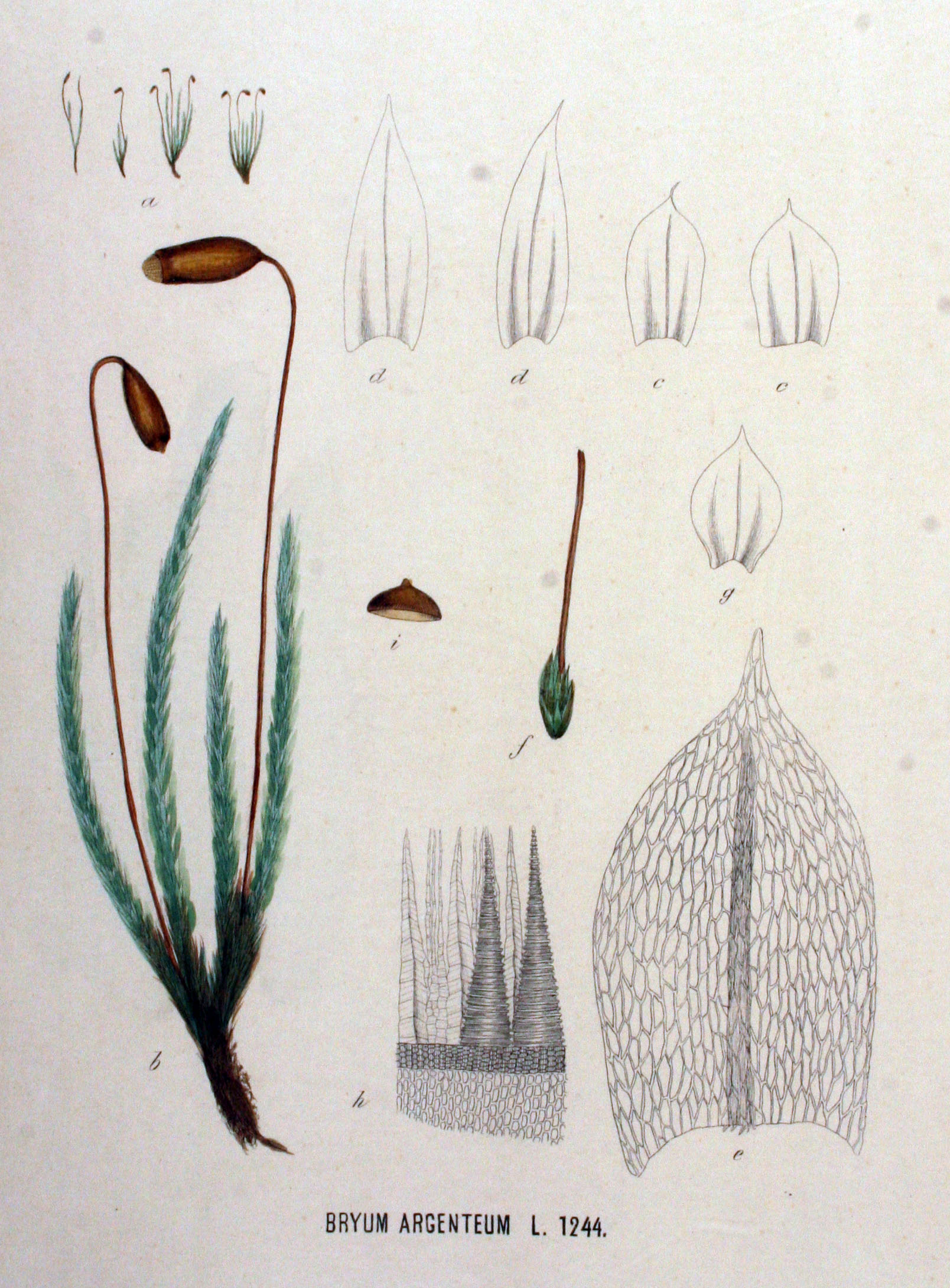